# Goomboss
Goomboss (ook wel: King Goomba of Goomba King) is een personage uit de Mario-reeks.

## Karakteromschrijving
Goomboss is de koning van alle Goombas. Hij maakte zijn debuut in Paper Mario, waarin hij een eindbaas was. Dit was ook zo in Super Mario 64 DS en Mario Kart DS. In Super Mario 64 DS heeft hij Mario gekidnapt, en ging Yoshi met hem de strijd aan om Mario te redden. In Mario Kart DS is hij een eindbaas bij de missies. Toad moest eerder over de finish komen dan hij.